# Hugues Le Roux (archevêque)
Pour l’article ayant un titre homophone, voir Le Roux.
Hugues Le Roux (mort après 1164) est un  archevêque de Dol de 1154 à 1161.

## Biographie
Hugues Le Roux est chanoine de Dol et prieur de l'Église Sainte-Croix de Nantes lorsqu'il est élu à la mort de l'archevêque Olivier en 1154. il se rend à Rome et obtient la confirmation de son élection. De retour à Dol il annonce son attention de se rendre à Angers afin de rencontrer l'archevêque de Tours Engebault de Preuilly (1146-1157) pour négocier un arrangement destiné à régler le contentieux qui oppose les deux archevêchés. Engelbault l'attire alors à Tours et Hugues accepte d'être consacré par lui le 5 décembre 1154. De retour dans son diocèse le chapitre refuse de le recevoir l'accusant de trahison! Hugues doit se retirer au Mont Saint-Michel puis en Angleterre auprès du roi Henri II qui le recommande au Pape anglais Adrien IV. Ce dernier pour complaire à son souverain n'hésite pas à relever Hugues de sa profession canonique et de sa soumission à Tours et lui octroie le Pallium 
Cette décision provoque les protestations de l'église de Tours et lors synode tenu à Bourgueil Hugues accepte finalement de se ranger parmi les suffragants de l'archevêque provoquant une nouvelle fois la colère de son clergé et du peuple de Dol. Après la mort d'Engebault en 1157 il refuse dans un premier temps de reconnaitre l'autorité de son successeur sur le siège archiépiscopal un nommé Josse (1157-1174) avant de le saluer avec révérence. Le pape Adrien IV impose le silence à l'archevêque de Tour et confirme le Palium d'Hugues. Le clergé et le peuple de Dol troublé par les atermoiements d'Hugues le considèrent désormais avec défiance, sa santé s'altère, il perd la vue et se démet en 1161. Il était encore vivant en 1164

## Source
- Arthur de La Borderie, Histoire de la Bretagne, vol. III, Mayenne, Joseph Floch (réédition), 1975, 622 p., p. 201-202.  Histoire de la métropole de Dol au XIe et XIIe siècles